# Spring Airlines Japan
Spring Airlines Japan Co., Ltd. è una compagnia aerea low-cost con sede a Narita, Giappone. È posseduta al 33% da Spring Airlines, una compagnia low-cost cinese, mentre il resto è detenuto da vari investitori giapponesi. La compagnia ha iniziato ad operare nell'agosto 2014, nonostante aveva inizialmente pianificato di iniziare nell'autunno 2013.
Spring Airlines Japan ha preso in consegna il suo primo aeromobile, un Boeing 737-800, il 17 luglio 2013. Sebbene Spring Airlines utilizzi Airbus A320, il 737 è stato scelto per la controllata giapponese per la maggiore popolarità del Boeing tra le compagnie aeree giapponesi e della relativa facilità di trovare piloti qualificati per il 737.

## Storia
Spring Airlines ha annunciato nel 2011 di avere in programma di stabilire una controllata in Giappone; sarebbe la prima compagnia aerea cinese a farlo. A Spring è stato richiesto di trovare uno o più partner locali a causa delle restrizioni legali giapponesi che avrebbero limitato il suo investimento a una quota di minoranza.
La compagnia ha ricevuto il certificato di operatore aereo il 17 dicembre 2013, dopo aver depositato nel settembre 2013 1,5 miliardi di yen di capitale azionario, di cui il 33% investito da Spring Airlines. Il resto del capitale è stato fornito da istituzioni finanziarie giapponesi, imprese IT e società commerciali, tra gli altri. Si prevedeva di raccogliere ulteriori 4,5 miliardi di yen di capitale prima dell'inizio delle operazioni. L'agenzia di viaggi giapponese JTB ha annunciato nel marzo 2014 che avrebbe investito in Spring Airlines Japan e avrebbe stretto una partnership con la compagnia aerea per fornire pacchetti turistici per il Giappone ai clienti cinesi.
Spring Airlines Japan prevedeva di utilizzare principalmente personale giapponese, come ad esempio piloti della Japan Airlines (JAL) in pensione. Il capo delle operazioni, Minoru Uchida, era un ex pilota della JAL.

## Flotta

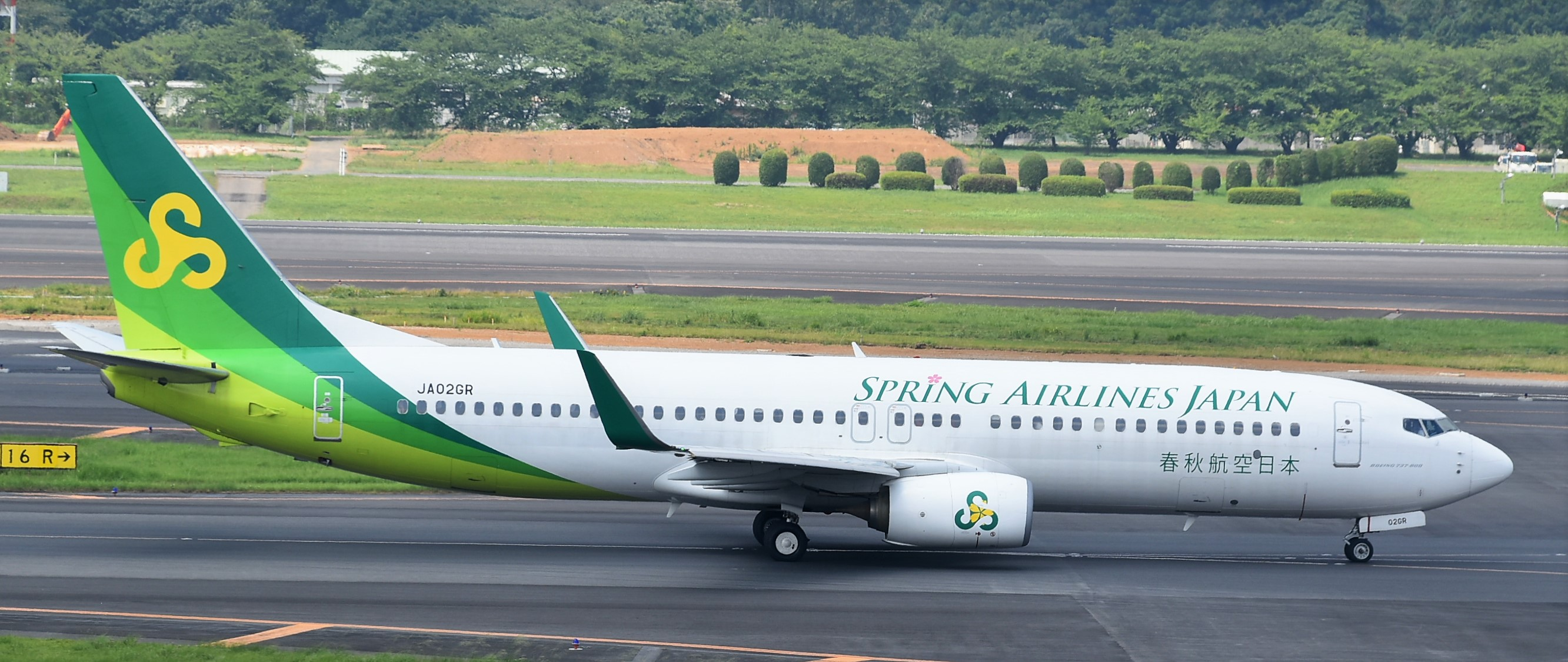
Un Boeing 737-800.

Ad ottobre 2024, la flotta di Spring Airlines Japan è così composta: